# Leslie Cheung
Leslie Cheung Kwok-Wing (Hong Kong, 12 settembre 1956 – Hong Kong, 1º aprile 2003) è stato un attore e musicista hongkonghese.
Soprannominato Ge Ge (哥哥) che in lingua cinese significa "fratello maggiore", è considerato come uno dei padri fondatori della Cantopop, unendo una brillante carriera musicale ad interpretazioni in film di enorme successo.

## Infanzia e adolescenza
Nato a Kowloon è il più giovane di dieci figli di una famiglia della classe media. Il padre è un sarto molto noto nell'ambiente della moda, tra i suoi innumerevoli clienti ha tra l'altro anche gli attori americani Marlon Brando e Cary Grant. I suoi genitori però divorziano quando è ancora molto piccolo.
All'età di 13 anni viene mandato dalla famiglia in Inghilterra come convittore presso la prestigiosa "Eccles Hall School"; dopo appena sei mesi si trasferisce a Chelmsford dove ha ottenuto una borsa di studio. Lavora inoltre come barista durante il tempo libero presso un ristorante gestito da suoi parenti, intrattenendo anche gli avventori cantando durante i weekend. Ed è proprio in questo periodo che sceglie di portar il nome "Leslie"; sceglie questo nome sia per il suo amore nei confronti di Via col vento che per il fatto che gli piace Leslie Howard. Il nome inoltre è molto unisex, può esser sia da uomo che da donna, "per questo l'ho voluto".
In molte interviste rilasciate oramai da adulto fatto, dichiara di aver avuto un'infanzia piuttosto infelice: "ho subito molte discussioni e lotte interne alla mia famiglia. Sono stato allevato essenzialmente da mia nonna", "Quello che più mi ha dato sofferenza da bambino è stato vedere che i miei genitori non vivevano assieme nella stessa casa, come invece accadeva a tutti gli altri.
Frequenta l'università di Leeds nel nord dell'Inghilterra, dove studia gestione tessile; ma abbandona al termine del primo anno, dopo che suo padre si ammala abbastanza gravemente. Non torna più in Inghilterra per completare gli studi neanche dopo che il genitore si rimette in salute.

## Carriera

### Inizi
Nel 1977 firma un contratto con la RTV (in seguito divenuta AsiaTelevisionLimited-ATL) e dà avvio alla sua carriera nel mondo dello spettacolo: i primi tempi non sono stati facili e i suoi primi due album non ebbero un gran riscontro di pubblico. Il primo film a cui partecipa è del 1978, un pornosoft dal titolo Il sogno erotico della camera rossa (红楼春上春): in seguito dichiara che non era stato informato della natura sessuale della pellicola.
Durante gli anni tra la fine dei '70 e l'inizio degli '80 appare in una serie di drammi televisivi, che contribuiscono a trasformarlo in un nome popolare nel sudest asiatico.

### La fama
A partire dalla metà degli anni '80 scala le vette delle classifiche (nell'84 entra per la prima volta in top-ten) ed intrattiene una duratura amicizia con la cantante Anita Mui. Nel 1986 pubblica il primo album mandarino per Taiwan intitolato "L'amore in quegli anni" e che diviene un successo immediato.
La carriera cinematografica invece stenta un po' di più a decollare, continuando ad apparire in semplici ruoli di supporto; tuttavia il suo talento recitativo fu subito riconosciuto tanto da guadagnarsi la nomination agli AwardsFilm di Hong Kong come miglior attore non protagonista in On trial (1981). L'anno successivo svolge un ruolo di primo piano in Teenage Dreamers, da allora in poi ottenendo sempre parti da protagonista: fino a quel momento la maggior parte dei film a cui partecipa erano teen drama fino a Nomad, da lui stesso considerato il suo primo vero film. Nello stesso tempo continua a partecipare a vari drama televisivi.
Nel 1988 compone una delle sue canzoni più famose il silenzio è d'oro (沉默是金), subito adattato anche in versione taiwanese.

### Abbandono e residenza in Canada
Nel 1989 annuncia la sua intenzione irrevocabile di ritirarsi dal mondo della musica come cantante. Nel 1990 lascia Hong Kong ed emigra a Vancouver dove riferisce d'aver trovato finalmente la pace e la tranquillità di cui tanto sentiva il bisogno. Acquisisce la cittadinanza canadese nel 1992 e non torna più in Asia fino al 1995, per il suo rientro nella musica pop cinese.

### Successo nella cinematografia
Dalla metà degli anni '80 alla metà dei '90 si verificò un periodo d'oro per l'industria cinematografica di Hong Kong, che ha coinciso perfettamente con la carriera di Leslie Cheung. Dal 1986 al 1989 assume ruoli importanti in un certo numero di film, tra cui A Better Tomorrow, A Better Tomorrow II (sarà un giovane poliziotto onesto e idealista) e Storia di fantasmi cinesi, considerati dei classici da critici ed appassionati del cinema asiatico e a seguito dei quali il suo nome inizia ad essere conosciuto nei mercati giapponese e coreano.
Nel 1990 assume la parte di un bel ragazzo cattivo e senza scrupoli, donnaiolo e narcisista, nel film di Wong Kar-wai Days of Being Wild. Recita successivamente in altri due film dello stesso regista, Ashes of Time del 1994, dove interpreta uno spadaccino assassino che vive ai margini del deserto, e in Happy Together del 1997, dove è narrata una complessa e difficile relazione tra due amanti gay, interpretati da Cheung e da Tony Leung.

In precedenza già nel 1992 ottiene un ampio riconoscimento nello storico film Addio mia concubina diretto da Chen Kaige: qui vive la parte di un attore dell'opera di Pechino che raggiunge la fama con le sue performance in ruoli squisitamente femminili. Questo è stato il primo film cinese ad aver vinto la Palma d'oro al Festival di Cannes. Questa prestazione gli valse definitivamente fama internazionale come star del cinema. Altro film importante è He's woman, she's Man del 1994 con Anita Yuen.

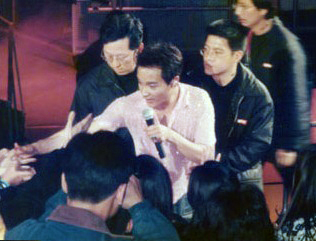
Leslie saluta il pubblico durante uno dei suoi concerti

Nel 1996 lavora nuovamente con Kaige nel ruolo di un vacuo gigolò in Le tentazioni della luna. Nel 1998 scatena un acceso dibattito per il suo ruolo in A time to remember dove recita la parte di un leader comunista cinese. Essendo un attore molto versatile offre delle prove positive anche in diverse commedie, tra cui All's well, ends well (tutto è bene quel che finisce bene) dove fa la parte di un giovane uomo effeminato che, dopo molte vicissitudini, si renderà conto del vero significato da attribuire alla parola "Amore". 
Nel 1998 è stato membro della giuria al 48º festival di Berlino.

### Ritorno nella scena della musica
Anche se dal 1989 al 1995 ha chiuso la sua carriera di cantante pop, continua però a comporre testi e musica. Con gli album con cui torna al successo come cantante, il suo stile musicale risulta essere molto differente da quello che aveva in precedenza. Nel 1998 pubblica Printemps, un album mandarino in collaborazione con altri rinomati cantautori e produttori taiwanesi, tra cui Liu Chi Hong e i Metallica (刘志宏) e Liu Si Ming (刘思铭) che viene subito pubblicato anche in una versione in giapponese col titolo Gift.
Per tutto il 1997 tiene una serie di concerti dal vivo: assieme al perfezionamento del suo stile, introduce una nuova immagine di sé per il pubblico che gli è affezionato. Nel 1999 fonda una sua società musicale firmando un contratto di distribuzione con l'Universal Music.

### Gli ultimi anni
Nel 2000 tiene la sua ultima serie di concerti.

## La morte
Leslie Cheung si suicidò il 1º aprile 2003 alle ore 18.41 locali, lanciandosi dal 24º piano del Mandarin Oriental Hotel situato nel quartiere centrale di Hong Kong Island. Lasciò un biglietto d'addio dicendo che soffriva di depressione.

## Vita privata
Leslie era bisessuale, come affermato in un'intervista nel 2001 a Time Asia, in cui disse: "È forse molto più opportuno dire che sono bisessuale, a vent'anni ho avuto anche delle fidanzate". Dai primi anni '90 è stato d'altronde uno dei pochissimi attori d'origine cinese che hanno avuto il coraggio di interpretare personaggi apertamente omosessuali sul grande schermo, a partire dal pluripremiato Addio mia concubina del 1993, dove interpreta un cantante Dan (attore maschio il quale, secondo la tradizione teatrale, ricopre ruoli femminili) che si innamora del suo partner di lavoro.

## Filmografia parziale

### Cinema
- Hong lou chun shang chun, regia di Hsin Chin (1978)
- Gou yao gou gu, regia di Siu-Tin Lai e Nancy Sit (1978)
- Hot choi, regia di Clifford Choi (1980)
- Ning meng ke le, regia di Clifford Choi (1982)
- Lie huo qing chun, regia di Patrick Tam (1982)
- A Better Tomorrow (Ying huang boon sik), regia di John Woo (1986)
- A Better Tomorrow II (Ying huang boon sik II), regia di John Woo (1987)
- Storia di fantasmi cinesi (Sinnui yauman), regia di Siu-Tung Ching (1987)
- Days of Being Wild (A Fei zheng chuan), regia di Wong Kar-wai (1991)
- Once a Thief (Zong heng si hai), regia di John Woo (1991)
- Addio mia concubina (Bàwáng Bié Jī), regia di Chen Kaige (1993)
- Ashes of Time (Dung che sai duk), regia di Wong Kar-wai (1994)
- Gam chi yuk yip, regia di Peter Chan (1994)
- Le tentazioni della luna (Fēng yuè), regia di Chen Kaige (1996)
- Happy Together (Chūnguāng zhàxiè), regia di Wong Kar-wai (1997)
- Double Tap - Doppio tiro (Qiāng wáng), regia di Law Chi-leung (2000)

## Doppiatori italiani
- Sergio Luzi in A Better Tomorrow, Once a Thief
- Alessio Cigliano in Addio mia concubina, Le tentazioni della luna
- Christian Iansante in A Better Tomorrow II
- Stefano Onofri in Storia di fantasmi cinesi
- Fabio Boccanera in Days of Being Wild
- Fabrizio Vidale in Happy Together
- Daniele Barcaroli in Double Tap - Doppio tiro